# Dejan Knez
Dejan Knez, né le 18 mai 1961 à Trbovlje en Yougoslavie, est un musicien et artiste slovène, qui est également connu sous le pseudonyme Baron Carl von Reichenbach. Il est le fils de l'artiste Janez Knez. 

## Biographie
Dejan Knez joue de la musique depuis son enfance et est un musicien autodidacte. Étudiant, il joue du banjo dans son projet Salte Morale ainsi que du jazz. 
« J'étais en enseignement secondaire. Nous étions juste des enfants. J'ai joué du banjo et des choses comme ça. C'était de la country bizarre. Le nom du groupe était « Salte Morale », « Mœurs étranges ». Ensuite, j'ai joué du jazz. Bien sûr, nous avions beaucoup de groupes. »
Knez est l'un des fondateurs du groupe de musique industrielle Laibach, créé le 1er juin 1980. Il s'occupe aussi activement du projet parallèle 300 000 V.K. (à prononcer en allemand : « Drei Hundert Tausend Verschiedene Krawalle », soit « Trois cent mille émeutes différentes ») pour lequel il a publié quelques albums plus personnels.
Si la musique reste l'occupation principale de Knez, il s'intéresse aussi à la peinture. Ses travaux ont été exposés au mois de mai 2006, dans le cadre de la présentations de l'album Titan de 300 000 V.K., ainsi qu'en Juillet 2007, quand Knez a participé à une exposition d'art commune avec son frère Janez Miso Knez et son père.
En outre, Knez réalise des peintures pour des pochettes de disques, que ce soit pour Laibach ou d'autres formations comme le groupe slovène Videosex dont fait partie Iztok Turk. Ainsi le single « Anglia » de l'album Volk sorti en 2006 reprend une création de Dejan Knez. Il fait aussi partie de Novi Kolektivizem (NK, « Nouveau Collectivisme ») , la branche de conception graphique du Neue Slowenische Kunst (NSK).
En 1987, NSK a provoqué un scandale en Yougoslavie, remportant un concours d'affiches lors de la Journée de la Jeunesse (Dan mladosti) le 25 mai, avec son travail basé sur des réalisations des années 1930 de l'Allemand Richard Klein. Les œuvres de Klein contenait des symboles nationaux-socialistes que Novi Kolektivizem a remplacé par des symboles socialistes. Le lien entre les affiches n'a été découvert par le public qu'après la compétition. À ce stade, l'affiche gagnante avait déjà été publiée dans le journal Politika, le plus important quotidien yougoslave de l'époque. Une action en justice a failli être engagée contre Dejan Knez et d'autres membres du Novi Kolektivizemin, mais le procureur a jugé qu'il n'y avait pas suffisamment de preuves.